# What's That?
"What's That" är den andra singeln släppt av The Madness (med fyra av medlemmarna i Madness). Låten är hämtad från albumet The Madness från 1988. "What's That" klättrade till #92 på de brittiska hitlistorna.

## Låtlista
7" vinyl
1. "What's That" (Cathal Smyth) – 3:34
2. "Be Good Boy" (Lee Thompson, Christopher Foreman) – 4:26

12 vinyl, CD
1. "What's That" (Smyth) – 3:34
2. "Be Good Boy" (Thompson, Foreman) – 4:26
3. "Flashings" (Smyth, Graham McPherson) – 3:21